# 斯特里特 (北达科他州)
斯特里特（英語：Streeter），是美国北达科他州下属的一座城市。根据2010年美国人口普查，该市有人口170人。